# マンド・ゲレロ
マンド・ゲレロ（Mando Guerrero、本名：Armando Guerrero Llanes、1952年7月7日 - ）は、メキシコシティ出身の元プロレスラー。移住地のアメリカ合衆国テキサス州エルパソが出身地とされる場合もある。
メキシコおよびアメリカで活躍した名門ゲレロ・ファミリーの一員。父のゴリー・ゲレロ、兄のチャボ・ゲレロ・シニア、弟のヘクター・ゲレロとエディ・ゲレロ、甥のチャボ・ゲレロ・ジュニア、姪のシャウル・ゲレロもプロレスラーである。

## 来歴
1962年に一家でメキシコシティからテキサス州エルパソに移住。兄のチャボ・ゲレロと同様に学生時代からレスリングで活躍し、1967年にはエルパソ市のチーム王者、1968年には120ポンド級のシティ王者となり、ユース大会ではハイスクールのチームキャプテンとして同年に銀メダル、1969年に金メダルを獲得した。
1971年、ドリー・ファンク・シニアが運営していたテキサス西部のアマリロ地区（NWAウエスタン・ステーツ・スポーツ）にてデビュー。メキシコ系移民の多い同地区において、ベビーフェイスのジョブ・ボーイとしてキャリアを積み、1975年1月には全日本プロレスから海外修行に出ていた百田光雄とも対戦した。
1977年より、チャボが主戦場としていたロサンゼルスのNWAハリウッド・レスリングに進出。5月20日にキース・フランクス、12月9日にマスクド・カナディアンを破り、フラッグシップ・タイトルのNWAアメリカス・ヘビー級王座を2回獲得した。翌1978年8月4日には常打ち会場のオリンピック・オーディトリアムにおいて、海外遠征中の藤波辰巳が保持していたWWFジュニアヘビー級王座に挑戦している。
1978年下期はハワイにも遠征し、11月22日にラリー・シャープからNWAハワイ・ヘビー級王座を、12月6日にはココ・サモアと組んでミスター・フジ&カール・フォン・スタイガーからNWAハワイ・タッグ王座をそれぞれ奪取。本拠地のロサンゼルスでは1979年6月から12月にかけて、弟のヘクター・ゲレロやメキシコ系アメリカ人のアル・マドリルをパートナーに、ツイン・デビルズ、アレン・コージ&レロイ・ブラウン、アレン&ビクター・リベラなどのチームを破り、NWAアメリカス・タッグ王座を3回獲得した。
1980年2月末、新日本プロレスにアーマンド・ゲレロの名義で初来日。ロサンゼルスで挑戦した藤波とも再び対戦したが、3月20日の岡山県津山市大会でのタッグマッチ（バッドニュース・アレンと組んでの藤波&長州力戦）において、藤波のドラゴン・スープレックスで首を負傷して途中帰国するというアングルが組まれ、この技の破壊力をアピールする演出に一役買うこととなった。
帰米後もロサンゼルスを主戦場に活動を続け、ジョン・トロス、ブッチャー・ブラニガン、ロン・スター、エル・ゴリアス、チック・ドノバン、エンフォーサー・ルシアーノらと対戦。1981年1月9日には、アンドレ・ザ・ジャイアントも参加した新年恒例のバトルロイヤルに出場した。1982年7月9日にはヘクターと組んで、新日本プロレスから遠征してきたラッシャー木村（ミスター・トヨ）&剛竜馬（ミスター・ゴー）を破り、NWAアメリカス・タッグ王座への最後の戴冠を果たしている。
ハリウッド・レスリングの閉鎖後は、テキサスのサンアントニオ地区を経て、1984年より太平洋岸北西部のパシフィック・ノースウエスト・レスリングに参戦。マット・ボーン、リップ・オリバー、バディ・ローズ、エド・ウィスコスキー、ケンドー・ナガサキ、ボビー・ジャガーズ、トム・プリチャード、キューバン・アサシンなどと対戦した。
1988年からはチャボやヘクターと共に末期のAWAに出場して、パット・タナカ&ポール・ダイヤモンドのバッド・カンパニーが保持していたAWA世界タッグ王座に再三挑戦。カーネル・デビアーズやカクタス・ジャックとも対戦した。1989年にはティフアナのWWAにおいて、チャボ&エディ・ゲレロとのトリオでWWA世界トリオ王座を獲得している。
セミリタイア後の1990年代は映画のスタントマンとなって活動する一方、AAAやCMLLなどメキシコの団体に出場。1992年5月16日には、ロサンゼルスで開催されたWWAとFMWの合同興行に出場、サンボ浅子&ジャイアント・ウォリアー（ブッチ・マスターズ）と組み、リッキー・フジ、ティニエブラス、ティニエブラス・ジュニアと6人タッグマッチで対戦した。以降、2000年代はカリフォルニア州サンバーナーディーノを本拠地とするインディー団体EWF（Empire Wrestling Federation）に時折出場していた。

## 得意技
- ゴリー・スペシャル
- ジャーマン・スープレックス

## 獲得タイトル
NWAハリウッド・レスリング
- NWAアメリカス・ヘビー王座：2回[9]
- NWAアメリカス・タッグ王座：5回（w / トム・ジョーンズ、アル・マドリル、ヘクター・ゲレロ×3）[13]

NWAミッドパシフィック・プロモーションズ
- NWAハワイ・ヘビー級王座：1回[11]
- NWAハワイ・タッグ王座：1回（w / ココ・サモア）[12]

ワールド・レスリング・アソシエーション
- WWAトリオ王座 : 1回（w / チャボ・ゲレロ&エディ・ゲレロ）[22]